# Thorsager
Thorsager – miasto w Danii, w regionie Jutlandia Środkowa, w gminie Syddjurs.

## Zabytki
W mieście znajduje się jedyny w Jutlandii okrągły kościół, który wzniesiono około 1200 roku.